# ترخوج
ترخوج یک منطقهٔ مسکونی در افغانستان است که مرکز ولسوالی بلخاب در ولایت سرپل می‌باشد. شهر {ترخوج} دارای چندین قریه است که از جمله قریه های خم شورک ، چایله، تخشار و دهنه را شامل می‌شود.